# Phoracantha perbella
Phoracantha perbella là một loài bọ cánh cứng trong họ Cerambycidae.